# República Mora
Los Estados Unidos Federados de la República de la Nación Mora (United Federated States of Bangsa Moro Republik en inglés; Mga Estadong Federadong Hiniusa sa Republika sa Nasod Moro en cebuano; Mga Estadong Federadong Pinag·isa ng Republika ng Bansang Moro en tagalo) fue un territorio situado en el Sudeste de Asia que declarado unilateralmente su independencia de Filipinas. Fue reconocido internacionalmente como parte de la República de Filipinas.
El 12 de agosto de 2013 Nur Misuari, jefe del Frente Nacional de Liberación Mora, declaró la independencia de la Nación Mora de Filipinas en Talipao, Joló. Según Misuari, la república comprendería las islas de Mindanao, Sulu y Palawan. Sin embargo, según el asesor legal de Misuari, Emmanuel Fontanilla, el estado también comprendería los estados malayos de Sarawak y Sabah. Con la declaración de independencia los eventos desembocaron en la crisis de Zamboanga de 2013. Durante la crisis, el FNLM tomó control de facto de cinco distritos de la ciudad de Zamboanga.
Desde el 28 de septiembre de 2013, con la derrota en la ciudad de Zamboanga por el Gobierno filipino, el FNLM ya no controla ningún territorio abiertamente y la República Mora ha sido desestablecida, aunque el FNLM no ha renunciado a sus pretensiones de establecer un país independiente en la región.